# O Acompanhante
The Walker (bra/prt: O Acompanhante) é um filme teuto-estadunidense de 2007, dos gêneros drama e suspense, dirigido e escrito por Paul Schrader.
É uma produção independente e é o mais recente capítulo na série de filmes de trabalhadores da noite de Schrader, começando com Taxi Driver em 1976, seguido por American Gigolo em 1980 e Light Sleeper em 1992.[carece de fontes?]

## Sinopse
Carter Page III (Harrelson), um homossexual de meia-idade em Washington, D.C., é um "acompanhante", um homem solteiro que acompanha esposas de outros homens em eventos sociais para que os maridos não precisem fazê-lo. Uma das mulheres que ele acompanha, Lynn Lockner (Scott Thomas), é a esposa de um senador dos Estados Unidos e está mantendo um caso com um lobista. Quando ela encontra o lobista assassinado, ela envolve Carter em uma investigação que leva aos mais altos níveis do governo federal.[carece de fontes?]

## Elenco
| ator                 | papel                 |
| -------------------- | --------------------- |
| Woody Harrelson      | Carter Page III       |
| Kristin Scott Thomas | Lynn Lockner          |
| Lauren Bacall        | Natalie Van Miter     |
| Ned Beatty           | Jack Delorean         |
| Moritz Bleibtreu     | Emek Yoglu            |
| Mary Beth Hurt       | Chrissie Morgan       |
| Lily Tomlin          | Abigail Delorean      |
| Willem Dafoe         | Senador Larry Lockner |
| William Hope         | Mungo Tenant          |

## Produção
Schrader completou o roteiro de The Walker em 2002. Inicialmente, o filme era para ser uma seqüência direta de American Gigolo, com Julian Kaye (interpretado por Richard Gere) como o personagem principal. O diretor originalmente queria Kevin Kline para o papel principal.

## Resposta da crítica
O filme recebeu críticas positivas em sua estreia em festivais de cinema de Berlim, Sydney, e Cambridge. The Walker foi lançado diretamente em DVD, inclusive no Brasil, mas jogado em uma sala de cinema independente por duas semanas em Dorris, Califórnia. O filme recebeu críticas mistas dos críticos. Em 7 de dezembro de 2007, Rotten Tomatoes relatou que 51% dos críticos deram ao filme críticas positivas, com base em 39 comentários. No Metacritic, o filme teve uma pontuação média de 55 em 100, com base em sete comentários.